# 경주 정강왕릉
경주 정강왕릉(慶州 定康王陵)은 대한민국 경상북도 경주시 남산동에 있는, 신라 제50대 정강왕(재위 886∼887)의 무덤이다. 1969년 8월 27일 대한민국의 사적 제186호로 지정되었다.

## 개요
경문왕의 둘째 아들인 신라 제50대 정강왕(재위 886∼887)의 무덤이다. 정강왕은 형인 헌강왕에 이어 886년 7월에 왕위에 올랐으나 887년 7월에 병으로 죽어 왕위에 있던 기간이 만 1년밖에 되지 않았다.
무덤의 외형은 흙으로 덮은 둥근 형태로, 무덤을 보호하기 위해 밑둘레에 3단으로 돌을 쌓았다. 그 중 제일 밑단만이 밖으로 약간 나왔으며, 무덤 앞에는 돌단이 있는데, 그 위에 돌로 만든 작은 제삿상이 있다.
무덤의 구조는 헌강왕릉과 같다. 그러나 1993년 헌강왕릉의 내부조사 결과, 그 구조와 나온 유물들이 8세기 이전의 형식이어서 이 왕들이 왕위에 있던 9세기와는 큰 차이가 있다.

## 현지 안내문
이 능은 경주 남산의 동북쪽으로 뻗어 내린 구릉 끝부분에 자리잡고 있으며, 신라 제50대 정강왕(定康왕 재위 886~887, 김황(이 모셔진 곳이다.
봉분의 높이는 4m, 지름 15m로 둥글게 흙을 쌓은 봉토분이다. 봉분 하단에는 둘레돌을 돌렸는데, 최하단에 지대석을 놓고 그 위에 장방형 캔돌을 2단으로 쌓았다. 바로 앞에는 1매의 판석으로 된 상석이 있고, 그 앞에 다음은 정방형 화강석으로 축조한 석단이 있다.
정강왕은 헌강왕(憲康왕)의 아루로 886년 7월에 왕위에 올랐으나, 887년 7월에 병으로 죽어 왕위에 있던 기간이 만 1년밖에 되지 않았다.
삼국사기에 "보리사(普提寺) 동남쪽에 장사지냈다"는 기록이 있다.

## 같이 보기
- 정강왕

## 참고 자료
- 경주 정강왕릉 - 국가유산청 국가유산포털